# ماراتن، میشیگان
ماراتن (به انگلیسی: Marathon Township) یک منطقهٔ مسکونی در ایالات متحده آمریکا است که در شهرستان لپیر، میشیگان واقع شده‌است.
 ماراتن ۸۹٫۱ کیلومتر مربع مساحت و ۴٬۵۶۸ نفر جمعیت دارد و ۲۴۱ متر بالاتر از سطح دریا واقع شده‌است.